# Thomas Hardy (reformador político)

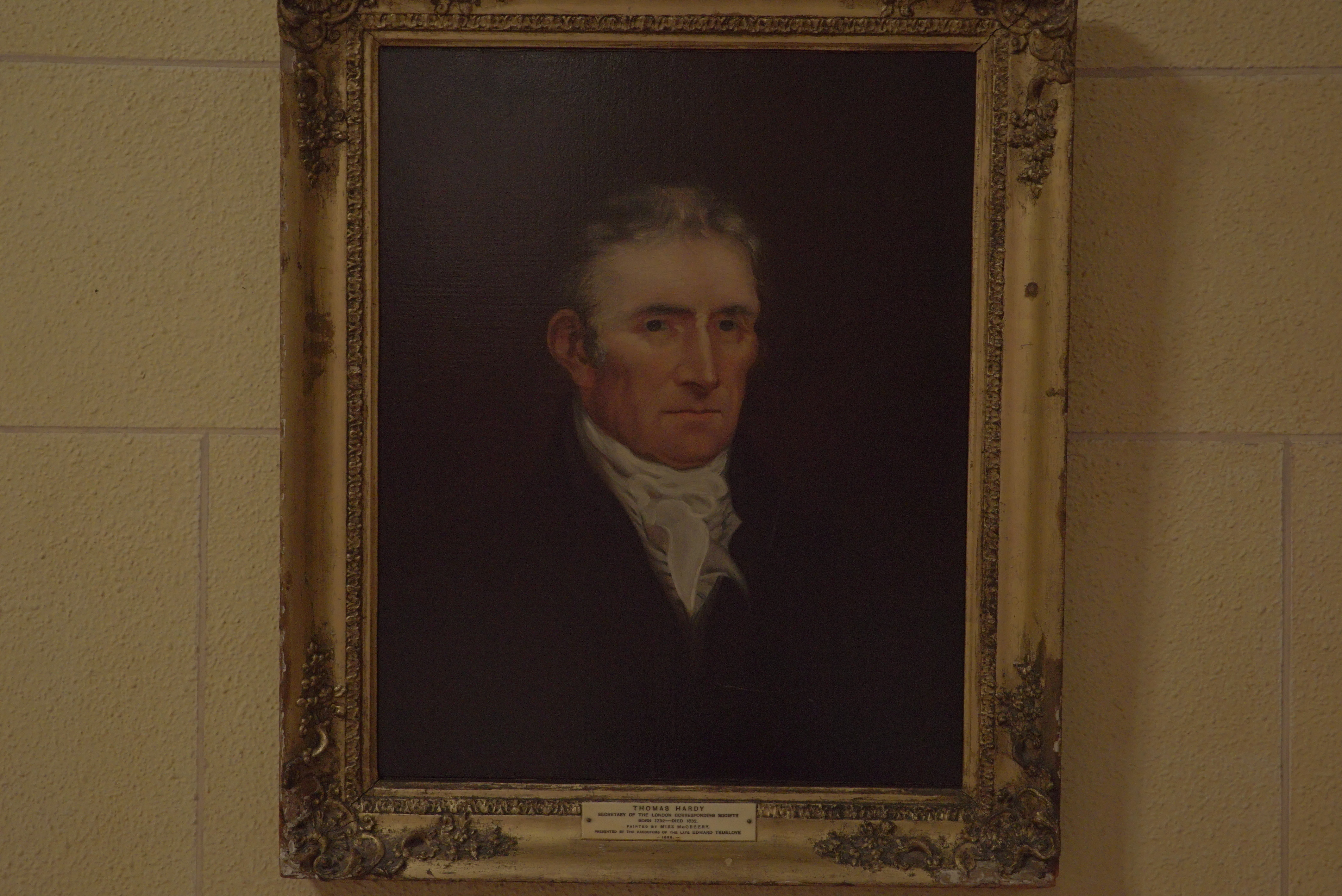
Retrato de Hardy no National Liberal Club

Thomas Hardy (3 de março de 1752 - 11 de outubro de 1832) foi um sapateiro britânico que foi um dos primeiros radicais e o fundador, primeiro secretário e tesoureiro da London Corresponding Society.

## Envolvimento com a London Corresponding Society
Por volta de 1792, Hardy fundou a London Corresponding Society, começando com apenas nove amigos. No entanto, eles logo se juntaram a outros, incluindo Olaudah Equiano. Dois anos depois, em 12 de maio de 1794, tornou-se tão poderoso que ele foi preso pelo Mensageiro do Rei, dois Bow Street Runners , o secretário particular do Ministro do Interior Dundas e outros sob acusações de alta traição da Coroa. Foi durante sua prisão que a esposa de Hardy morreu, deixando-o com uma carta inacabada declarando seu amor por ele. As acusações foram processadas com Sir John Scott liderando para a Coroa e William Garrow entre os promotores; enquanto Hardy foi defendido por Thomas Erskine. Ele foi absolvido após nove dias de depoimentos e debates, no Dia de Guy Fawkes de 1794.